# Tomonaga Sanjūrō

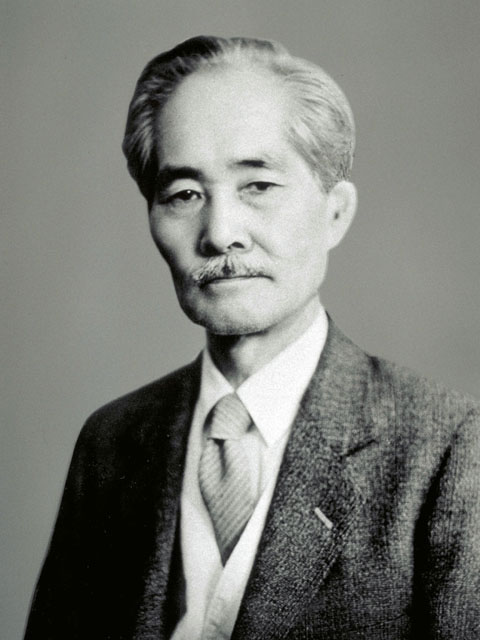
Tomonaga Sanjūrō

Tomonaga Sanjūrō (japanisch 朝永 三十郎; geboren 25. März 1871 in Landkreis Higashisonogi (Präfektur Nagasaki); gestorben 18. September 1951) war ein japanischer Philosoph.

## Leben und Wirken
Tomonaga Sanjūrō wurde als Sohn eines Hatamoto geboren. Er machte 1898 seinen Abschluss am Literaturkolleg der Kaiserlichen Universität Tokio. Nachdem er als Professor an der Shinshu-Universität gearbeitet hatte, wurde er 1907 Assistenzprofessor am Literaturkolleg der Kaiserlichen Universität Kyōto. 1909 studierte er in Deutschland bei Windelband an der Universität Heidelberg, und forschte zur Geschichte der frühneuzeitlichen westlichen Philosophie. 1910 kehrte er nach Japan zurück und wurde Professor für Geschichte der westlichen Philosophie. 1931 wurde er als Meiyo Kyōju in den Ruhestand verabschiedet, übernahm dann eine Professur an der privaten Ōtani-Universität. 1948 wurde er Mitglied der „Japanischen Akademie der Wissenschaften“.
Konsequent an der Geschichte der Philosophie interessiert hat Tomonaga zu wegweisenden Forschungen zur Geschichte der frühneuzeitlichen westlichen Philosophie beigetragen. Er bezog damit eine Gegenposition zum Pantheismus und Naturalismus des 19. Jahrhunderts. Seine Position ist Kants Idealismus, und er verdeutlichte den Prozess der Selbsterkenntnis durch Vernunft von der Renaissance bis zur neukantianischen Schule:
- „Kinsei nite okeru ‚ga‘ no jikaku-shi ― shin risō shugi to sono haikei“ (近世に於 おける「我」の自覚史―新理想主義と其背景) – „Die Geschichte des Selbstbewusstseins in der Frühen Neuzeit: Neuer Idealismus und seine Hintergründe“ (1916) gewann viele Leser. Es erschien auch eine überarbeitete Ausgabe veröffentlicht.
- „Descartes“ (1925) und „Descartes' Beobachtungen“ (1936) gelten als hochwertige Forschungsbücher.
- „Kant no heiwa-ron“ (カントの平和論) – „Kants Theorie des Friedens“ (1922) untersucht Kants Ansichten „zum ewigen Frieden“ philosophiehistorisch.
- „Tetsugaku-shi-teki shōhin ― Rousseau, Kant, Lotze“ (哲学史的小品―ルソー・カント・ロッツェ) – „Philosophische Geschichtsstücke: Rousseau, Kant, Lotze“ (1948).
- „Rousseau oyobi saki Kant no tetsugaku ― seiyō kinsei tetsugaku-shi dai ichi-satsu“ (ルネッサンス及び先カントの哲学―西洋近世哲学史第一冊) – „Renaissance und vorkantische Philosophie: Eine Geschichte der westlichen Philosophie der Frühen Neuzeit, Band 1“ (1949).

Tomonaga Shin’ichirō (1906–1979), ein theoretischer Physiker, der 1965 den Nobelpreis für Physik erhielt, war sein ältester Sohn.